# پت شورت
پت شورت (انگلیسی: Pat Shortt؛ زادهٔ ۱۲ دسامبر ۱۹۶۷) بازیگر، بازیگر تلویزیون، و تهیه‌کننده تلویزیونی اهل جمهوری ایرلند است.
از فیلم‌ها یا برنامه‌های تلویزیونی که وی در آن نقش داشته‌است می‌توان به نگهبان، گاراژ، این پدر من است، کالواری، و بانوی پیر من اشاره کرد.